# Frans Swagers
Franciscus Joannes (Frans) Swagers (Antwerpen, 27 januari 1870 aldaar, 7 maart 1935) was een Belgisch onderwijzer en esperantist.
Swagers werd geboren als zoon van Petrus Josephus Swagers, magazijnier, en Maria De Clerck. Hij studeerde aan het Atheneum van Antwerpen en de Normaalschool van Gent. Op 1 oktober 1887 trad in hij dienst bij het stedelijk onderwijs van Antwerpen.
Als taalleraar was hij de auteur van leerboeken Frans, Engels en Duits volgens de toen populaire Gouïn-methode (naar Nicolas Gouïn Dufief, c. 1776–1834, een Fransman die tijdens een verblijf in de Verenigde Staten het boek The Philosophy of Language schreef).
Zijn boeken La vie de tous les jours: méthode générale de français pratique à l'usage des écoles flamandes basée sur les principes de la méthode Gouin et sur les dernières données de la psychologie expérimentale (eerste uitgave 1904, co-auteur Adolf Finet), Daily life : a new method of English based on Gouin's principles with imagination lessons, reading lessons, dialogues, witty bits, grammar, exercises en Im täglichen Leben: praktisches Lehrbuch für den Unterricht der deutschen Sprache in belgischen höheren Lehranstalten und Fortbildungsschulen: nach einer auf Gouin's Prinzipien gegründeten, konzentrischen Methode werden tot in de jaren 1940 heruitgegeven.
Swagers was ook actief in Antwerpse Esperanto-kringen. Samen met Adolf Finet publiceerde hij in 1907 een Esperanto-leerboek Esperanto. La ĉiutaga vivo voor Nederlands-, Frans-, Engels- en Duitstaligen volgens dezelfde methode.